# Rifugio Silvio Agostini
De Rifugio Silvio Agostini is een berghut in de gemeente San Lorenzo in Banale in de Italiaanse provincie Trente. De berghut, gelegen op een hoogte van 2405 meter in het Val d'Ambiéz in de Brenta, een berggroep in de Dolomieten, behoort toe aan de Società Alpinisti Tridentini.
De hut werd gebouwd in 1937 en vernoemd naar de in 1936 omgekomen berggids Silvio Agostini. Het gebouw werd in 1975 uitgebreid en onderging in 1995 een restauratie. De hut wordt onder andere gebruikt als startpunt voor beklimmingen van de Cima d'Ambiéz (3096 meter) en de Cima Tossa (3173 meter). Nabij de hut staat een kapel gewijd aan de Madonna del Capriolo.